# مات روبنسون (شاعر)
مات روبنسون هو شاعر كندي، ولد في 24 فبراير 1974 في هاليفاكس في كندا.

## وصلات خارجية
- الموقع الرسمي